# SA Tennis Open 2010 - Qualificazioni singolare
Le qualificazioni del singolare dello SA Tennis Open 2010 sono state un torneo di tennis preliminare per accedere alla fase finale della manifestazione. I vincitori dell'ultimo turno sono entrati di diritto nel tabellone principale. In caso di ritiro di uno o più giocatori aventi diritto a questi sono subentrati i lucky loser, ossia i giocatori che hanno perso nell'ultimo turno ma che avevano una classifica più alta rispetto agli altri partecipanti che avevano comunque perso nel turno finale.
Le qualificazioni del SA Tennis Open 2010 prevedevano 24 partecipanti di cui 4 accedevano al tabellone principale.

## Teste di serie
1. Édouard Roger-Vasselin (ultimo turno)
2. Andreas Haider-Maurer (ultimo turno)
3. Prakash Amritraj (secondo turno)
4. Benjamin Balleret (qualificato)

1. Noam Okun (qualificato)
2. Filip Prpic (qualificato)
3. Alexander Sadecky (ultimo turno)
4. Fritz Wolmarans (qualificato)

## Qualificati
1. Fritz Wolmarans
2. Filip Prpic

1. Noam Okun
2. Benjamin Balleret

## Tabellone

### Legenda
| - Q = Qualificato - WC = Wild card - LL = Lucky loser | - ALT = Alternate - SE = Special Exempt - PR = Protected Ranking | - w/o = Walkover - r = Ritirato - d = Squalificato |

### Sezione 1
|  | Primo turno          | Primo turno          | Primo turno          | Primo turno | Primo turno |  |  | Secondo turno          | Secondo turno          | Secondo turno          | Secondo turno   | Secondo turno |   |   | Terzo turno            | Terzo turno            | Terzo turno | Terzo turno | Terzo turno |  |
|  |                      |                      |                      |             |             |  |  |                        |                        |                        |                 |               |   |   |                        |                        |             |             |             |  |
|  |                      |                      |                      |             |             |  |  |                        |                        |                        |                 |               |   |   |                        |                        |             |             |             |  |
|  |                      |                      |                      |             |             |  |  | Édouard Roger-Vasselin | Édouard Roger-Vasselin | Édouard Roger-Vasselin | 6               | 6             |   |   |                        |                        |             |             |             |  |
|  | B Janse Van Rensburg | B Janse Van Rensburg | B Janse Van Rensburg | 6           | 7           |  |  | B Janse Van Rensburg   | B Janse Van Rensburg   | B Janse Van Rensburg   | 2               | 2             |   |   |                        |                        |             |             |             |  |
|  | Rohan Bopanna        | Rohan Bopanna        | Rohan Bopanna        | 3           | 5           |  |  |                        |                        |                        |                 |               |   |   | Édouard Roger-Vasselin | Édouard Roger-Vasselin | 6           | 2           | 2           |  |
|  | Eric Butorac         | Eric Butorac         | 64                   | 6           | 7           |  |  |                        |                        | Fritz Wolmarans        | Fritz Wolmarans | 4             | 6 | 6 |                        |                        |             |             |             |  |
|  | Nikala Scholtz       | Nikala Scholtz       | 7                    | 2           | 5           |  |  | Eric Butorac           | Eric Butorac           | Eric Butorac           | Eric Butorac    |               |   |   |                        |                        |             |             |             |  |
|  |                      |                      |                      |             |             |  |  | Fritz Wolmarans        | Fritz Wolmarans        | Fritz Wolmarans        | Fritz Wolmarans | w/o           |   |   |                        |                        |             |             |             |  |
|  |                      |                      |                      |             |             |  |  |                        |                        |                        |                 |               |   |   |                        |                        |             |             |             |  |

### Sezione 2
|  | Primo turno      | Primo turno      | Primo turno      | Primo turno | Primo turno |  |  | Secondo turno         | Secondo turno         | Secondo turno         | Secondo turno | Secondo turno |   |   | Terzo turno           | Terzo turno           | Terzo turno           | Terzo turno | Terzo turno |  |
|  |                  |                  |                  |             |             |  |  |                       |                       |                       |               |               |   |   |                       |                       |                       |             |             |  |
|  |                  |                  |                  |             |             |  |  |                       |                       |                       |               |               |   |   |                       |                       |                       |             |             |  |
|  |                  |                  |                  |             |             |  |  | Andreas Haider-Maurer | Andreas Haider-Maurer | Andreas Haider-Maurer | 6             | 6             |   |   |                       |                       |                       |             |             |  |
|  | Ruan Roelofse    | Ruan Roelofse    | Ruan Roelofse    | 7           | 7           |  |  | Ruan Roelofse         | Ruan Roelofse         | Ruan Roelofse         | 3             | 1             |   |   |                       |                       |                       |             |             |  |
|  | Hendrik Coertzen | Hendrik Coertzen | Hendrik Coertzen | 64          | 64          |  |  |                       |                       |                       |               |               |   |   | Andreas Haider-Maurer | Andreas Haider-Maurer | Andreas Haider-Maurer | 1           | 3           |  |
|  | George Bastl     | George Bastl     | George Bastl     | 6           | 6           |  |  |                       |                       | Filip Prpic           | Filip Prpic   | Filip Prpic   | 6 | 6 |                       |                       |                       |             |             |  |
|  | James Cerretani  | James Cerretani  | James Cerretani  | 4           | 0           |  |  | George Bastl          | George Bastl          | George Bastl          | 2             | 2             |   |   |                       |                       |                       |             |             |  |
|  |                  |                  |                  |             |             |  |  | Filip Prpic           | Filip Prpic           | Filip Prpic           | 6             | 6             |   |   |                       |                       |                       |             |             |  |
|  |                  |                  |                  |             |             |  |  |                       |                       |                       |               |               |   |   |                       |                       |                       |             |             |  |

### Sezione 3
|  | Primo turno     | Primo turno     | Primo turno   | Primo turno | Primo turno |  |  | Secondo turno    | Secondo turno    | Secondo turno    | Secondo turno | Secondo turno |   |   | Terzo turno  | Terzo turno  | Terzo turno  | Terzo turno | Terzo turno |  |
|  |                 |                 |               |             |             |  |  |                  |                  |                  |               |               |   |   |              |              |              |             |             |  |
|  |                 |                 |               |             |             |  |  |                  |                  |                  |               |               |   |   |              |              |              |             |             |  |
|  |                 |                 |               |             |             |  |  | Prakash Amritraj | Prakash Amritraj | Prakash Amritraj | 4             | 1             |   |   |              |              |              |             |             |  |
|  | Roman Valent    | Roman Valent    | Roman Valent  | 6           | 6           |  |  | Roman Valent     | Roman Valent     | Roman Valent     | 6             | 6             |   |   |              |              |              |             |             |  |
|  | Kevin Ullyett   | Kevin Ullyett   | Kevin Ullyett | 2           | 1           |  |  |                  |                  |                  |               |               |   |   | Roman Valent | Roman Valent | Roman Valent | 3           | 5           |  |
|  | Chris Eaton     | Chris Eaton     | 3             | 6           | 6           |  |  |                  |                  | Noam Okun        | Noam Okun     | Noam Okun     | 6 | 7 |              |              |              |             |             |  |
|  | Andrew Anderson | Andrew Anderson | 6             | 4           | 3           |  |  | Chris Eaton      | Chris Eaton      | Chris Eaton      | 3             | 2             |   |   |              |              |              |             |             |  |
|  |                 |                 |               |             |             |  |  | Noam Okun        | Noam Okun        | Noam Okun        | 6             | 6             |   |   |              |              |              |             |             |  |
|  |                 |                 |               |             |             |  |  |                  |                  |                  |               |               |   |   |              |              |              |             |             |  |

### Sezione 4
|  | Primo turno          | Primo turno          | Primo turno   | Primo turno | Primo turno |  |  | Secondo turno        | Secondo turno        | Secondo turno        | Secondo turno     | Secondo turno     |   |   | Terzo turno       | Terzo turno       | Terzo turno       | Terzo turno | Terzo turno |  |
|  |                      |                      |               |             |             |  |  |                      |                      |                      |                   |                   |   |   |                   |                   |                   |             |             |  |
|  |                      |                      |               |             |             |  |  |                      |                      |                      |                   |                   |   |   |                   |                   |                   |             |             |  |
|  |                      |                      |               |             |             |  |  | Benjamin Balleret    | Benjamin Balleret    | Benjamin Balleret    | 6                 | 6                 |   |   |                   |                   |                   |             |             |  |
|  | Jeff Coetzee         | Jeff Coetzee         | Jeff Coetzee  | 3           | 0           |  |  | Jeff Coetzee         | Jeff Coetzee         | Jeff Coetzee         | 3                 | 4                 |   |   |                   |                   |                   |             |             |  |
|  | Rogier Wassen        | Rogier Wassen        | Rogier Wassen | 0           | 0R          |  |  |                      |                      |                      |                   |                   |   |   | Benjamin Balleret | Benjamin Balleret | Benjamin Balleret | 6           | 7           |  |
|  | Aisam-ul-Haq Qureshi | Aisam-ul-Haq Qureshi | 7             | 63          | 6           |  |  |                      |                      | Alexander Sadecky    | Alexander Sadecky | Alexander Sadecky | 4 | 6 |                   |                   |                   |             |             |  |
|  | Yves Allegro         | Yves Allegro         | 5             | 7           | 2           |  |  | Aisam-ul-Haq Qureshi | Aisam-ul-Haq Qureshi | Aisam-ul-Haq Qureshi | 65                | 4                 |   |   |                   |                   |                   |             |             |  |
|  |                      |                      |               |             |             |  |  | Alexander Sadecky    | Alexander Sadecky    | Alexander Sadecky    | 7                 | 6                 |   |   |                   |                   |                   |             |             |  |
|  |                      |                      |               |             |             |  |  |                      |                      |                      |                   |                   |   |   |                   |                   |                   |             |             |  |